# Furacão Alex (2016)
O Furacão Alex foi o primeiro ciclone tropical atlântico a ocorrer em Janeiro desde o Furacão Alice em 1955, e o primeiro a se formar nesse mês desde 1938. Alex começou como ciclone extratropical perto das Bahamas a 7 de Janeiro de 2016. O sistema inicialmente deslocou-se para nordeste, passando pelas ilhas Bermudas a 8 de Janeiro, antes de virar para sudeste. Aprofundou-se depois, adquirindo ventos de força ciclónica pelo dia 10 de Janeiro. Seguiu-se um ligeiro enfraquecimento, e o sistema virou para este e nordeste à medida que adquiria características tropicais. A 13 de Janeiro desenvolveu-se em ciclone subtropical, bem a sul dos Açores, tornando-se o primeiro destes sistemas no Atlântico Norte desde 1978. Tirando vantagem das águas excepcionalmente quentes à medida que se movia para norte-nordeste, Alex desenvolveu-se em verdadeiro ciclone tropical a 14 de Janeiro, tornando-se um furacão. A tempestade atingiu o auge na Categoria 1 da Escala de furacões de Saffir-Simpson, com um vento máximo sustentado de 140 km/h, e pressão atmosférica de 981 milibares. Seguiu-se um ligeiro abrandamento, e no dia seguinte Alex fez landfall na Ilha Terceira como tempestade tropical. Ao mesmo tempo, Alex iniciou a transição para ciclone extratropical, completando-a pouco tempo após o landfall.
O furacão levou à emissão de alerta vermelho para os Açores, e ao encerramento de escolas e vários estabelecimentos. No dia 15 de janeiro Alex finalmente fez landfall sobre a Ilha Terceira, no Grupo Central dos Açores, à medida que enfraquecia para tempestade tropical. As rajadas de vento e chuva forte causaram poucos estragos ao longo do arquipélago, com resultados finais menos graves que os inicialmente esperados.
Alex é o primeiro furacão a formar-se no oceano Atlântico durante o mês de janeiro desde 1938. De acordo com o National Hurricane Center (EUA) é o primeiro a ocorrer neste mês desde o Alice, em 1955, e a quarta tempestade a formar-se nesse mês desde que se iniciaram os registos em 1851. Alex é já o quarto furacão a atingir os Açores no século XXI, apesar do fenómeno ser considerado raro na região.
A 14 de Janeiro o Instituto Português do Mar e da Atmosfera atualizou o aviso vermelho, o mais grave de uma lista de quatro, para os Açores, prevendo que no grupo central do arquipélago as rajadas de vento possam atingir os 170 quilómetros/hora e o mar tenha ondas da ordem dos 14 metros, podendo atingir os 18 metros.
 No mesmo dia o presidente do Governo dos Açores, Vasco Cordeiro, determinou o encerramento de todos os serviços e organismos regionais nas sete ilhas dos grupos Central e Oriental devido ao mau tempo, com excepção dos serviços considerados urgentes e essenciais, como hospitais, centros de saúde e serviços de protecção civil. Vários percursos rodoviários e terrestres foram também encerrados, assim como a Universidade dos Açores, os tribunais e a Base Aérea das Lajes.
Às 8 horas locais do dia 15 de Janeiro, Alex encontrava-se a 210 quilómetros a sul da Ilha Terceira, prevendo-se que esta ilha, juntamente com a Graciosa e São Jorge, todas do grupo central do arquipélago, fossem as mais atingidas. A meio do dia o presidente da região, Vasco Cordeiro, anunciou haver registo de pequenas derrocadas e transbordo de ribeiras nas ilhas do Pico e São Miguel, problemas entretanto solucionados, não havendo qualquer ocorrência significativa relacionada com a preia-mar, que se verificou por volta das 4:00/6:00. O furacão passou a cerca de 20 quilómetros da Ilha Terceira pelas 12:30 horas locais, tenho a protecção civil registado um total de 19 ocorrências.

## Antecedentes
A temporada de furacões atlânticos actual é definida pelo período entre 1 de Junho e 30 de Novembro, janela temporal na qual os ciclones tropicais são mais prováveis de se desenvolver através da bacia oceânica. Ocasionalmente, estes sistemas desenvolvem-se fora da temporada, com maior frequência em Maio ou Dezembro. A actividade em Janeiro é considerada extremamente rara, com apenas cinco outras ocorrências conhecidas desde 1851: um furacão em 1938, uma tempestade tropical em 1951, o Furacão Alice em 1954-55, uma tempestade em 1978 e a Tempestade Tropical Zeta em 2005-2006. Uma vez que Alice formou-se em Dezembro de 1954, Alex é somente o segundo furacão a desenvolver-se apenas em Janeiro desde a tempestade de 1938.  De acordo com o Dr. Jeff Masters do serviço meteorológico Weather Underground, a formação de Alex foi favorecida devido ao aquecimento global. Segundo o especialista, o recorde de altas temperaturas em 2015 causou uma temperatura da superfície do mar excepcionalmente quente, que alimentou o Alex; as temperaturas habituais desta estação provavelmente não teriam sustentado a transição de Alex de ciclone extratropical para tropical.
Sem relação com o Alex, o Furacão Pali desenvolveu-se sobre o Pacífico Central no início de Janeiro, mantendo-se durante a formação de Alex. Esta foi a primeira ocorrência conhecida de ciclones tropicais simultâneos em Janeiro nas duas bacias oceânicas.

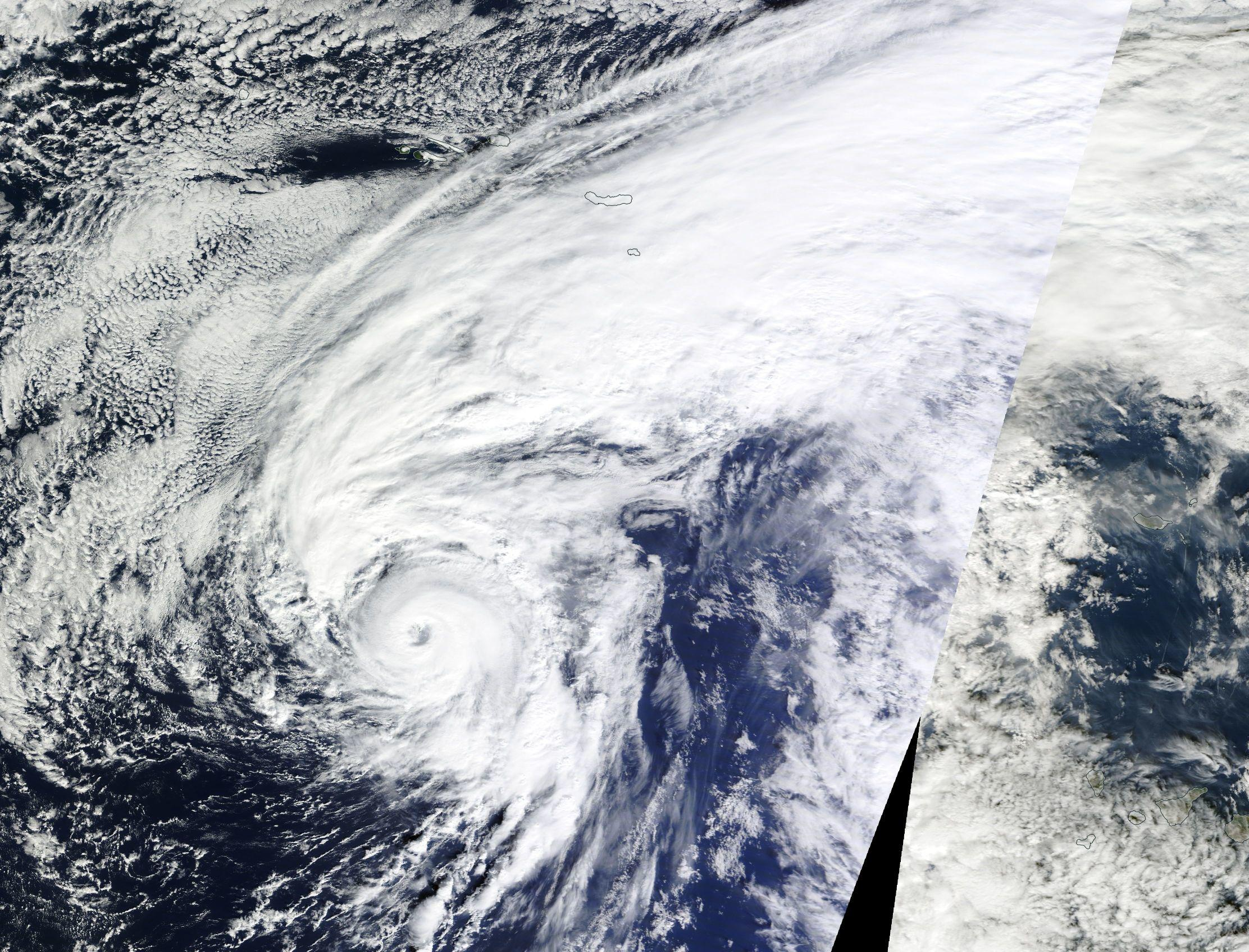
Furacão Alex a 14 de Janeiro de 2016, às 15:30 UTC sobre o Oceano Atlântico Central. A imagem mostra um olho e bandas visíveis de tempestades espiralando sobre o centro de circulação inferior